# 硝子の瞳
「硝子の瞳」（がらすのひとみ）は、シドのメジャー21枚目のシングル。2017年1月18日にキューンミュージックから発売された。

## 概要
- 前作「漂流」から、1年2か月ぶりのシングルである。
- 初回限定盤A・B、期間生産限定盤、通常版の4形態で発売された。初回特典として、限定盤Aには表題曲のMVおよびメイキング、限定盤Bは全24ページの写真集が付属した。
- CDに付属する応募券で、A賞「硝子の瞳」発売記念プレミアムライブ、B賞「硝子の瞳」ICカードステッカーが当たるキャンペーンが行われた。
- 先着購入者特典として、アニメイト全店で「シド『硝子の瞳』×『黒執事 Book of the Atlantic』A4クリアファイル」、アニメガ全店で「『黒執事 Book of the Atlantic』アニメガ缶バッジ」、シド応援店で「シド『硝子の瞳』×『黒執事 Book of the Atlantic』B3ポスター」が配布された。
- 表題曲の作曲はゆうやが担当した。「モノクロのキス」 (作曲 Shinji)、「ENAMEL」(作曲 御恵明希)と、作曲を行うメンバー全員の曲で黒執事関係の作品とのタイアップがなされたことになる。

## 収録曲
全作詞：マオ
1. 硝子の瞳
作曲：ゆうや
  - アニプレックス配給映画『劇場版 黒執事 Book of the Atlantic』主題歌
2. チイサナツバサ
作曲：御恵明希
3. 硝子の瞳 -Instrumental